# Indogermanisches etymologisches Wörterbuch
L'Indogermanisches etymologisches Wörterbuch (in sigla: IEW, Dizionario etimologico di indoeuropeo) fu pubblicato nel 1959 dal linguista comparativista austro-tedesco ed esperto di lingue celtiche Julius Pokorny.
È una rielaborazione aggiornata e snellita del tre volumi Vergleichendes Wörterbuch der indogermanischen Sprachen (1927–1932, di Alois Walde e Julius Pokorny).
Entrambi questi lavori hanno lo scopo di fornire una panoramica sulle conoscenze lessicali della lingua protoindoeuropea accumulate lungo il corso del XX secolo. Lo IEW è attualmente superato, soprattutto perché conservativo fin dall'origine, dal momento che ignorava la teoria delle laringali e menzionava appena qualche materiale linguistico relativo all'Anatolia, ma ancora oggi non vi è un sostituto e rimane un importante strumento di riferimento.